# Lew Rywin
Lew Rywin (ur. 10 listopada 1945 w Niżniem Alkiejewie) – polski producent filmowy i aktor. Główny bohater tzw. afery Rywina.

## Życiorys
Urodził się w Niżniem Alkiejewie na terenie Tatarstanu w Związku Radzieckim w rodzinie żydowskiej, jako syn Welwela (1922–1989) i Anastazji (1923–1991) Rywinów. Do Polski wraz z rodziną został przesiedlony w 1959 roku. Pierwszym miejscem pobytu była Legnica, gdzie zdał maturę. W międzyczasie ojciec Lwa przez Czerwony Krzyż odnalazł w Stanach Zjednoczonych swoją siostrę (ciotkę Lwa) i w 1962 roku całą rodziną wyjechali do Stanów Zjednoczonych. W latach 1962–1965 uczył się w Tiden High School w Nowym Jorku. Wrócił do Polski latem 1979 roku i został zatrudniony przez agencję Interpress jako tłumacz amerykańskich ekip relacjonujących wizytę Jana Pawła II w Polsce. Po powrocie z USA studiował lingwistykę na Uniwersytecie Warszawskim.
W 1983 roku Lew Rywin został wiceszefem Radiokomitetu. W latach 1984–1991 pracował w TVP, od 1984 roku jako dyrektor agencji Centralnej Wytwórni Programów i Filmów Telewizyjnych Poltel należącej do Radiokomitetu, do 1989 roku jako szef biura handlu zagranicznego, a potem jako zastępca prezesa ds. finansowych i administracyjnych. W roku 1991 założył Heritage Films, jedną z największych polskich firm zajmujących się produkcją filmów. Później został na kilka lat prezesem Canal+ Polska, a do 2003 roku szefem rady nadzorczej tego przedsiębiorstwa. W latach 2001–2003 był prezesem Polskiego Związku Tenisowego.

## Afera Rywina
W lipcu 2002 roku, powołując się najpierw na premiera Leszka Millera, potem na grupę trzymającą władzę, zaproponował prezesce spółki Agora Wandzie Rapaczyńskiej, a także redaktorowi naczelnemu Gazety Wyborczej Adamowi Michnikowi umieszczenie w ustawie o radiofonii i telewizji zapisu umożliwiającego Agorze kupno kanału telewizyjnego Polsat w zamian za 17,5 mln dolarów dla Sojuszu Lewicy Demokratycznej i prezesurę kanału dla siebie. Adam Michnik potajemnie nagrał Lwa Rywina i z półrocznym opóźnieniem ujawnił publicznie nagranie, co spowodowało wszczęcie śledztwa oraz powołanie sejmowej komisji śledczej.

## Wyroki
W aferze Rywina został skazany prawomocnym wyrokiem sądu na karę 2 lat pozbawienia wolności oraz karę grzywny w wysokości 100 tys. zł za pomoc w płatnej protekcji ze strony nieustalonej grupy osób. 18 kwietnia 2005 roku Lew Rywin rozpoczął odbywanie kary w Areszcie Śledczym przy ulicy Rakowieckiej w Warszawie. Zwolniony 1 czerwca 2005 roku po 43 dniach. Od listopada 2005 roku do listopada 2006 roku ponownie przebywał w zakładzie karnym. 14 listopada 2006 roku, decyzją sądu, wyszedł warunkowo na wolność. Do 14 listopada 2008 roku podlegał okresowi warunkowemu.
W procesie dotyczącym fałszowania dokumentacji medycznej w 2017 został skazany na osiem miesięcy za posłużenie się sfałszowaną dokumentacją medyczną. Sześć miesięcy odsiedział w zakładzie karnym, zaś pozostałe dwa w domu, w ramach dozoru elektronicznego. Wykonywanie wyroku zakończył 30 listopada 2018.

## Współpraca z SB
W roku 2007 gazeta „Rzeczpospolita” ujawniła, że Rywin od 1977 roku współpracował z SB, a w 1982 roku został zarejestrowany jako tajny współpracownik o pseudonimie „Eden”.

## Filmografia

### Jako producent
- Pornografia (2003, reż. Jan Jakub Kolski)
- Wiedźmin (2001, reż. Marek Brodzki)
- Pianista (2001, reż. Roman Polański)
- Dowód życia (2000, reż. Taylor Hackford)
- Pan Tadeusz (1999, reż. Andrzej Wajda)
- Jakub kłamca (1999, reż. Peter Kassovitz)
- Podróże (1999, reż. Emmanuel Finkiel)
- Aimee & Jaguar (1999, reż. Max Färberböck)
- Prawo ojca (1999, reż. Marek Kondrat)
- Złoto dezerterów (1998, reż. Janusz Majewski)
- Bandyta (1997, reż Maciej Dejczer)
- Sara (1997, reż. Maciej Ślesicki)
- Wirus (1996, reż. Jan Kidawa-Błoński)
- Matka swojej matki (1996, reż. Robert Gliński)
- Wielki Tydzień (1995, reż. Andrzej Wajda)
- Tato (1995, reż. Maciej Ślesicki)
- Uprowadzenie Agaty (1993, reż. Marek Piwowski)
- Lista Schindlera (1993, reż. Steven Spielberg) – koprodukcja
- Europa, Europa (1990, reż. Agnieszka Holland)
- 13 posterunek (1997–2000, reż. Maciej Ślesicki)

### Jako aktor
- Cwał (1995, reż. Krzysztof Zanussi) – minister
- Ekstradycja (1995, reż. Wojciech Wójcik) – Innokietij Iwanow, Boss rosyjskiej mafii (1, 2 część)
- Brat naszego Boga (1997, reż. Krzysztof Zanussi) – burmistrz
- 13 posterunek (1997, reż. Maciej Ślesicki) – producent
- 13 posterunek 2 (2000, reż. Maciej Ślesicki) – on sam (gościnnie)
- Kariera Nikosia Dyzmy (2002, reż. Jacek Bromski) – wicepremier Maciej Terkowski

Rywin grał również epizodyczne role w kilku wyprodukowanych przez siebie filmach.

## Nagrody i wyróżnienia
- „Gentleman Roku” magazynu „Gentleman” (2001)[4]
- Złote Berło Fundacji Kultury Polskiej[4]